# Дон Мігель Руїс
Дон Мігель А́нхель Руїс (ісп. Don Miguel Ángel Ruiz), більш відомий як Дон Мігель Руїс — мексиканський письменник, який пише про толтекський спіритуалізм та неошаманізм. Насамперед відомий як автор книжки «Чотири угоди. Книга толтекської мудрості. Практичний посібник із особистої свободи» (1997). Його твори широковідомі серед представників руху нью-ейдж, які приділяють багато уваги древнім вченням як способу досягнення духовного просвітлення. 2014 року журнал «Воткінс» включив Руїса до списку «100 найбільш духовно впливових живих людей». Інколи творчість Руїса асоціюють з діяльністю Карлоса Кастанеди, автора книги «Вчення Дона Хуана: Шлях знань індіанців Які» (1968).

## Біографія
Народився 27 серпня 1952 року у сільській місцевості Мексики. Наймолодший з тринадцяти дітей у сім'ї. Навчався у медінституті та став хірургом. Протягом декількох років разом із братами практикував медичну діяльність. Майже смертельна автокатастрофа докорінно змінила рух його життя. Щоб осягнути глибше розуміння моралі, вирішив відразу ж відвідати свою матір. Згодом Руїс також вирішив стати учнем шамана, а опісля переїхав до Сполучених Штатів.
Оскільки толтекська культура не залишила по собі жодних письмових записів, Руїс використовує слово «толтекський» на позначення багатовікової традиції місцевих мексиканських вірувань, зокрема уявлення про Нагваля (шамана), який виконує роль поводиря людини на її шляху до особистісної свободи. Дослідивши розум людини одночасно з точки зору місцевих вірувань та наукових уявлень, Руїс поєднав багатовікову мудрість та сучасний погляд.
1997 року світ побачила книга «Чотири угоди», яка протягом семи років залишалася серед бестселерів за версією «Нью-Йорк Таймс». Серед інших видань письменника: «Мистецтво любові», «Голос знання», «Молитви», «За межами страху» та «П'ять угод» (у співавторстві з Доном Хосе, сином письменника). Усі його книги стали світовими бестселерами. 2015 року вийшла його остання книга під назвою «Толтекське мистецтво життя та смерті».
Вільно володіє як іспанською, так і англійською мовами. У США проводить лекції та ретрити. У листопаді 2002 року Руїс пережив важкий серцевий напад. Ушкодження від серцевого нападу та кома призвели до того, що функції серця почали працювати лиш на 16 % та забезпечили йому постійні болі. Стверджує, що передав своєму сину Дону Хосе Руїсу родовід, який вказує на те, вони є прямими предками воїнів-орлів. 9 жовтня 2010 року в лікарні Лос-Анджелеса Руїсу зробили операцію з трансплантації серця. Руїсу сповістили про доступне серце, коли той саме знаходився на ретриті у ранчо Лотус, Вімберлі, Техас. Задля того, щоб добратися до Лос-Анджелеса йому довелось найняти літак.

## «Чотири угоди»
1997 року вийшла найвідоміша книга автора — «Чотири угоди. Книга толтекської мудрості. Практичний посібник із особистої свободи». Серед чотирьох угод Руїс виділяє:
- Ваше слово має бути бездоганним (англ. Be impeccable with your word);
- Нічого не приймайте на свій карб (англ. Don't take anything personally);
- Не робіть припущень (англ. Don't make assumptions);
- Докладайте до всього максимально зусиль (англ. Always do your best).

2010 року світ побачило продовження — «П'ята угода: Практичний посібник для самовдосконалення» (у співавторстві з сином Доном Хосе), де Руїс додав ще одну угоду:
- Виражайте скептицизм, але вчіться слухати (англ. Be skeptical, but learn to listen).

## Переклади українською
- Дон Мігель Руїс. Чотири угоди. Книга толтекської мудрості. Практичний посібник із особистої свободи. — Book Chef, 2017. — 176 с. — ISBN 978-617-7347-14-8.